# Anjelina Lohalith
Anjelina Nadai Lohalith (1 de gener de 1995) és una atleta originària del Sudan del Sud que resideix i entrena a Kenya. Va competir com a part de l'Equip Olímpic d'Atletes Refugiats als Jocs Olímpics d'Estiu de 2016.

## Trajectòria
Lohalith va néixer al Sudan del Sud. Quan Lohalith tenia vuit anys, va haver d'abandonar la seva llar quan el seu poble es va veure afectat per la Segona Guerra Civil sudanesa i els seus pares la van enviar a Kenya per seguretat. Va arribar al nord de Kenya el 2002, instal·lant-se al camp de refugiats de Kakuma, un dels camps de refugiats més grans del món amb més de 179.000 persones. Mentre anava a l'escola primària del camp va començar a córrer.
Lohalith va ser seleccionada per a entrenar amb la campiona olímpica de marató Tegla Loroupe a la seva fundació esportiva a Nairobi. Allà, la corredora de 1.500 metres llisos va entrenar amb quatre corredores més del Sudan del Sud que van participar en l'equip olímpic de refugiats a Rio de Janeiro 2016 seleccionat pel Comitè Olímpic Internacional. Lohalith va acabar al lloc 40 de 41 corredores a la primera ronda amb un temps de 4:47.38.